# 張義
張義（1936年—2019年12月4日），香港雕塑家。

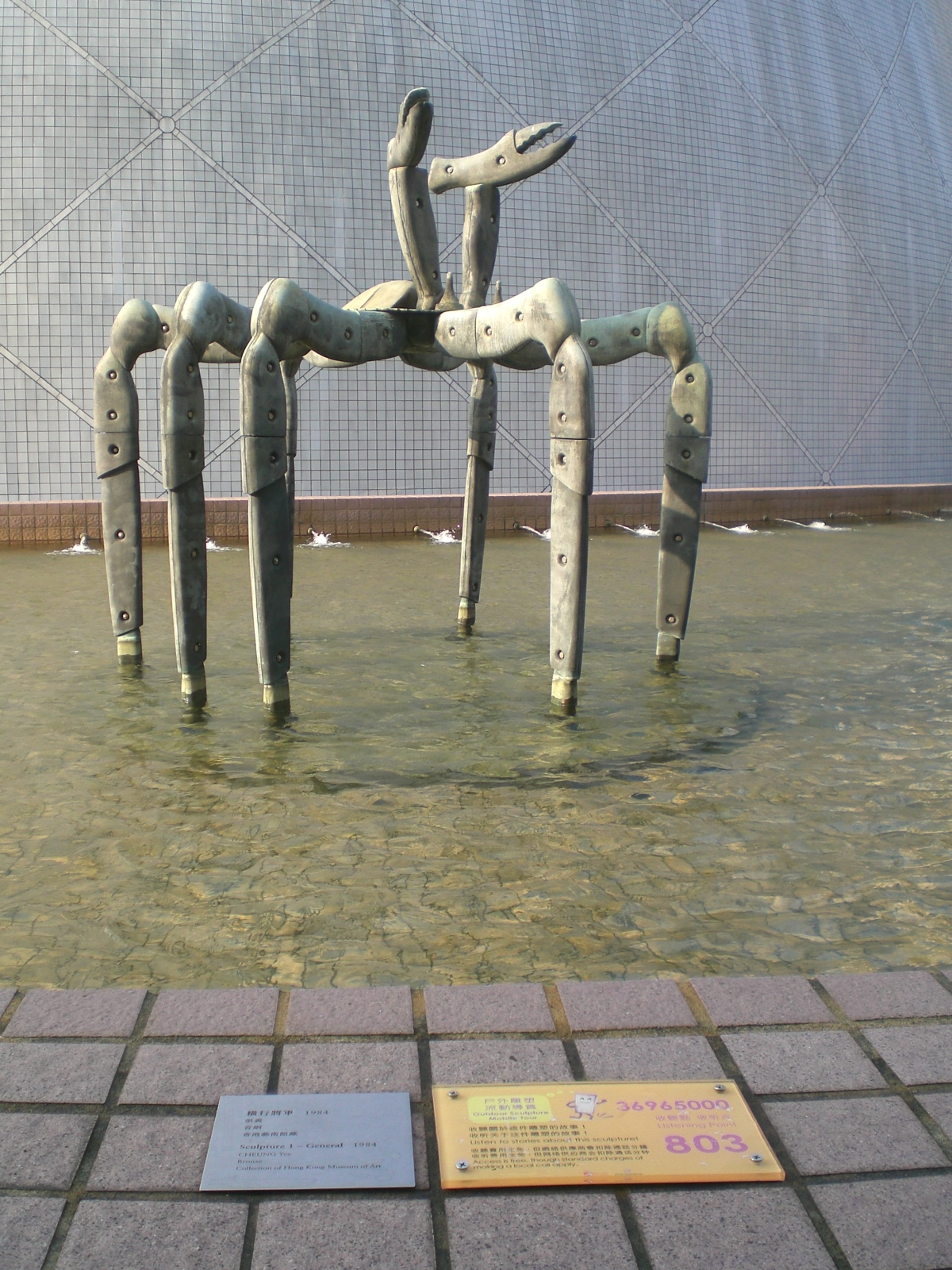

1958年畢業於國立台灣師範大學藝術系，主修國畫和篆刻。
1963年與一眾志同道合香港藝術家創立中元畫會。同年，他接受香港希爾頓酒店邀請，完成了他人生第一件青銅壁畫作品。
1964年成為在大會堂（時稱大會堂博物美術館）舉辦個展的首位中國人，風頭一時無兩。
1965年獲紐約國際教育學院獎學金，赴美國及歐洲進修。
1979年獲頒MBE勳銜，是香港藝術、文化界少數能夠獲此榮譽的華人之一，由時任港督麥理浩爵士代表英女皇頒授，為一時佳話。
1985年中環交易廣場落成，十五位雕塑家參與置地公司首次舉辦的「當代中國雕塑家作品展」。
1988年獲香港藝術家聯盟頒香港雕刻家年獎。
曾在香港理工學院太古設計學院（1978–1983）及香港中文大學藝術系（1983–1998）任教；1984年擢升為香港中文大學藝術系系主任（1984–1992）。
退休後與家人移居美國洛杉磯，但仍創作不迭，並不時穿梭香港及台灣兩地藝壇。